# Jean-Jacques Salgon
 (mai 2019).
Si vous disposez d'ouvrages ou d'articles de référence ou si vous connaissez des sites web de qualité traitant du thème abordé ici, merci de compléter l'article en donnant les références utiles à sa vérifiabilité et en les liant à la section « Notes et références ».
Jean-Jacques Salgon, né le 5 mars 1948 à Aubenas en Ardèche, est un écrivain français.

## Biographie
Jean-Jacques Salgon est né le 5 mars 1948 à Aubenas. Il passe son enfance à Pont-d’Ucel ou ses parents sont instituteurs. Études secondaires au lycée technique d'Aubenas puis classes préparatoires scientifiques au lycée du Parc à Lyon où il se trouve lors des évènements de Mai 68. Il poursuit ses études supérieures à l'École normale supérieure de Cachan et à l’université Pierre-et-Marie-Curie. Docteur en physique en 1986. Il exercera la majeure partie de sa carrière d'enseignant à l’IUT et à l'université de La Rochelle (jusqu'en 2008) et effectuera de nombreux voyages et séjours à l'étranger (Turquie, Amérique du Sud, Afrique). Il est marié et père de deux enfants. 
Son premier livre 07 et autres récits paraît aux éditions Verdier en 1993. Il poursuit depuis une œuvre littéraire sous forme de récits dont les thèmes récurrents sont la mémoire, l'altérité, le voyage ou la géographie. Les éléments autobiographiques se mêlent à ceux, biographiques, de personnages historiques (Toussaint-Louverture), littéraires (Rimbaud, Musil) ou du monde de l'art (Jean-Michel Basquiat). Cette démarche pourrait se définir comme l' "autobiographie d'un autre". L'art pariétal et la préhistoire occupent aussi une place importante dans son œuvre.
Il s'est établi à Nîmes.

## Œuvres
- Tout est présent, Éditions des instants, 2022  (ISBN 978-2-491008-0-93)
- Des graffs dans la nuit. De la grotte Chauvet à Judit Reigl, Arlea, 2021  (ISSN 2491-8261)
- Obock. Rimbaud et Soleillet en Afrique, Verdier, 2018
- Parade sauvage, Verdier, 2016  (ISBN 978-2-86432-860-5)
- Place de l'Oie, Verdier, 2014  (ISBN 978-2-86432-760-8)
- Fernand, Éditions de l'Escampette, 2013  (ISBN 978-2-35608-053-0)
- Ma vie à Saint-Domingue, Verdier, 2011  (ISBN 978-2-86432-633-5)
- Papa fume la pipe, L'Escampett, 2008  (ISBN 978-2-35608-000-4) prix Tortoni 2008

- Le roi des Zoulous, Verdier, 2008  (ISBN 978-2-86432-527-7)
- Les sources du Nil, Chroniques rochelaises, L'Escampette, 2005  (ISBN 2-914387-61-X) prix de l'Office Poitou-Charente du livre en 2005

- Tu ne connaîtras jamais les Mayas, L'Escampette, 2000  (ISBN 2-909428-81-8) (réédition en 2014)
- 07 et autres récits, Verdier, 1993  (ISBN 2-86432-162-9) prix de la Nouvelle de la Société des gens de lettres, prix de l’Office Rhône-Alpes du livre, prix Eugène Villard du Conseil général de l’Ardèche

### Ouvrages collectifs
- J.-J. Salgon & al., Pour bien lire en soi-même - vingt-deux nuances de Proust, Le Réalgar, octobre 2022 ,  (ISBN 978-2-491560-53-9)
- G. Édouard & J.-J. Salgon, Sept chemins en Ardèche, Septeditions, 2015
- (Jean-Luc Meyssonnier, préface L. Clergues, textes de H. Ribot, J.-G. Cosculluela, J. Estager, G. Jouanard, H. Ozil, P. Rabhi, J. Roux, J.-J. Salgon, M. de la Soudière, J. Vernet), Le pays d’en haut, Éd Du Chassel, 2011  (ISBN 979-10-90929-00-5)
- Fuga Mundi & Carrément révolu (texte du catalogue de l’exposition de Rainer Gross. Abbaye de Noirlac), 2010
- John Berger, Jean-Marc Ellalouf, John Robinson, J.-J. Salgon, Grotte Chauvet : impressions, Éd. de l’Ibie, 2007  (ISBN 978-2-9509918-9-8)
- B. Vincent & J.-J. Salgon, Gueules de pierres, Éd. Du Chassel, 2006
- Gourmandises, Éd. Thierry Magnier, 2003
- L'ours de notre enfance, Bibliothèque municipale de La Crèche, Hachette Jeunesse, 1996

### Publications en revues ou périodiques
- Les mystères de la grotte Chauvet, Le Nouvel Observateur 23 décembre 2004-5 janvier 2005.
- Doisneau en Ardèche, JIM Journal intime du Massif central. no 1, Hiver 2002.

Jean-Jacques Salgon a collaboré aux revues : Actualité Poitou-Charente, Le Moule à gaufres, Harfang, Envol, Le Quai des Lettres, le journal de La Sirène, Faire-Part, Théodore Balmoral.

### Mots croisés
- Mots croisés, Éd. du Quotidien du médecin, 2014  (ISBN 979-10-93761-00-8).
- De octobre 2006 à décembre 2020 dans Le Quotidien du médecin.
- Dans la revue Alliage no 14 à 47 (1992-2001).